# ¿Quiere usted jugar con mí?
¿Quiere usted jugar con mí? (Voulez-vous jouer avec moâ?) es una comedia en tres actos del francés Marcel Achard estrenada en 1923.

## Argumento
Definida por el autor como «farsa poética», refleja la historia de Grockson, Rascasse y Augusto, tres payasos, tres héroes ingénuos y ridículos que cortejan a la bella bailarina Isabelle bajo la carpa de un circo. 

## Estreno
El 18 de diciembre de 1923, en el Théâtre de l'Atelier, de París, con dirección de Charles Dullin e interpretación del propio Achard y Edmond Beauchamp.

## Versiones en español
En Madrid fue estrenada por la Compañía de Ensayo Albar en el Teatro Recoletos el 16 de diciembre de 1957, con traducción de Alfredo Matas y Narciso Munné. Dirigida por Mario Antolín, fue interpretada por María Fernanda D'Ocón, Venancio Muro, Luis Morris y Fernando Dicenta.
TVE ha emitido tres versiones: 
- El 7 de noviembre de 1968, en Teatro de siempre, con actuación de María José Alfonso, Morris, Muro y Nicolás Dueñas
- El 26 de mayo de 1972, en Estudio 1, con realización de Pedro Amalio López e interpretación de Concha Velasco, José Sacristán, Víctor Valverde y Nicolás Dueñas.
- El 23 de noviembre de 1980, de nuevo en Estudio 1, dirigida por Cayetano Luca de Tena y con actuación de Luisa María Armenteros, Arturo López, Rafael Alonso y Miguel Ayones.